# VTOL

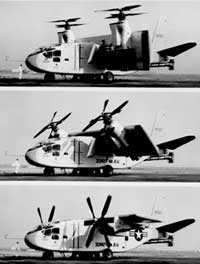
Concebido por Stanley Hiller, o convertiplano Hiller X-18 foi a primeira aeronave (experimental) de VTOL. Os eixos dos seus rotores podiam mudar de direção, o que tornava possível ao X-18 comportar-se quer como avião quer como helicóptero.

VTOL é um acrónimo para o estrangeirismo inglês Vertical Take-Off and Landing, que significa "Decolagem e Aterragem  Vertical".
Exemplos de aeronaves que podem realizar VTOL:
- Autogiros
- Avrocar
- Balões a gás
- Convertiplanos
- Helicópteros

Algumas aeronaves, como é o caso dos aviões AV-8 Harrier II, podem operar tanto em VTOL quanto em STOL ou CTOL, ao passo que outras, como por exemplo o Avrocar e o balão de ar quente, operam somente em VTOL e por isto não possuem trem de pouso que suporte a movimentação horizontal em solo.